# Seitenstetten
Seitenstetten je městys v rakouské spolkové zemi Dolní Rakousy, v okrese Amstetten.

## Počet obyvatel
K 1. lednu 2014 zde žilo 3 303 obyvatel.

## Politika

### Starostové
- Franz Pfeiffer
- do roku 2005 Stefan Edermayer (ÖVP)
- 2005–2015 Franz Deinhofer (ÖVP)
- od roku 2015 Johann Spreitzer (ÖVP)

V obci se nachází klášter Seitenstetten.